# Cyrtopodium cipoense
Cyrtopodium cipoense é uma orquídea do gênero Cyrtopodium, de hábito rupícola/terrestre, normalmente encontrada em áreas de grandes afloramentos rochosos, em matas rasteiras e bem abertas e regiões de pouca chuva na Serra do Espinhaço, desde a Serra do Cipó até o norte na Serra do Cabral, no estado de Minas Gerais. Pseudobulbos robustos, fusiformes, de até 50 cm; folhas coriáceas, plicadas, lanceoladas, de 15 a 30 cm e 2 cm de largura. Haste floral simples e pouco ramificada, de 50 a 80 cm de altura, portando flores espaçadas com colorido róseo-avermelhado sobre um fundo esbranquiçado, labelo róseo exibindo um contrastante calo verruculoso-rugoso amarelo vivo; muito semelhante e frequentemente confundida com àquelas de Cyrtopodium aliciae, entretanto, C. aliciae é endêmica da região da Chapada Diamantina.
Cyrtopodium cipoese floresce entre abril e junho, outono brasileiro.